# 27. november
27. november er dag 331 i året i den gregorianske kalender (dag 332 i skudår). Der er 34 dage tilbage af året.
27. november er festivalen for Jomfru Marias Mirakuløse Medalje

### Begivenheder
Født - Dødsfald
- 1095 - På kirkemødet i Clermont opfordrer pave Urban 2. til det første korstog under parolen: "Gud vil det". Han lover syndsforladelse til alle, som dør for sagen.
- 1582 - William Shakespeare, 18 år gammel, gifter sig med Anne Hathaway.
- 1597 - Christian 4. holder bryllup med Anna Cathrine af Brandenburg.
- 1879 - Den franske nationalforsamling flytter fra Versailles til Paris.
- 1895 - Alfred Nobel får i Paris lavet et testamente, som overfører størstedelen af hans formue til en fond, der skal administrere den årlige uddeling af Nobelprisen.
- 1924 - I New York afholdes den første Macy's Thanksgiving Day Parade.
- 1967 - Præsident Charles de Gaulle nedlægger veto mod engelsk indtræden i EF.
- 1971 - Rumskibet Mars 2 lander som det første objekt fra Jorden på planeten Mars.
- 1973 - Det amerikanske senat godkender med stemmerne 92 mod 3 Gerald Ford som vicepræsident (den 6. december godkendes han i Repræsentanternes hus med stemmerne 387 mod 35).
- 1978 - PKK (Kurdistans Arbejderparti) grundlægges officielt under ledelse af Abdullah Öcalan.
- 2000 - Den første animerede musikvideo, og første officielt udgivet sang fra det virtuelle band Gorillaz bliver udgivet.
- 2001 - Den første Venstre-ledede regering i 26 år, Regeringen Anders Fogh Rasmussen I, tiltræder.

### Født
- 1701 - Anders Celsius, svensk astronom, fysiker og matematiker (død 1744).
- 1819 - Elisabeth Jerichau Baumann, polsk/dansk maler og forfatter (død 1881).
- 1826 - Niels Peder Christian Holsøe, dansk jernbanearkitekt (død 1895).
- 1854 - Johan Ludvig Heiberg, dansk filolog og forfatter (død 1928).
- 1865 - Otto Lagoni, dansk skuespiller (død 1944).
- 1868 - Wilhelm Hansen, dansk etatsraåd og direktør (død 1936).
- 1874 - Chaim Weizmann, polsk-født, israelsk kemiker og staten Israels første præsident (død 1952).
- 1888 - Marie Brink, dansk skuespiller (død 1975).
- 1900 - Christen Ostenfeld, dansk ingeniør og entreprenør (død 1976).
- 1914 - Lis Smed, dansk skuespiller (død 1944).
- 1917 - Arne Sørensen, dansk fodboldspiller og -træner (død 1977).
- 1921 - Alexander Dubček, slovakisk politiker (død 1992).
- 1921   - Ole Sarvig, dansk forfatter (død 1981).
- 1938 - Klaus Høeck, dansk forfatter.
- 1942 - Jimi Hendrix, amerikansk musiker og sanger (død 1970).
- 1942   - Bo Johansson, svensk fodboldtræner.
- 1944 - Søren Strømberg, dansk skuespiller (død 2001).
- 1959 - Pernille Sams, dansk ejendomsmægler og tidligere folketingsmedlem.
- 1963 - Thomas Bo Larsen, dansk skuespiller.
- 1968 - Michael Vartan, fransk-amerikansk skuespiller.
- 1975 - Mette Vestergaard Brandt, dansk håndboldspiller.
- 1984 - Sanna Nielsen, svensk sangerinde.

### Dødsfald
- 511 - Klodevig 1., frankisk konge (født ca. 466).
- 602 - Mauricius, østromersk kejser (født 539) - myrdet.
- 1474 - Guillaume Dufay, fransk komponist (født 1397).
- 1592 - Johan 3., svensk konge (født 1537).
- 1852 - Ada Lovelace, britisk matematiker (født 1815).
- 1895 - Alexandre Dumas, den yngre, fransk forfatter (født 1824).
- 1941 - Hermann Koch, dansk præst og stifter af Ensomme Gamles Værn (født 1878).
- 1953 - Emil Bønnelycke, dansk forfatter og digter (født 1893).
- 1953   - Eugene O'Neill, amerikansk forfatter og modtager af Nobelprisen i litteratur (født 1888).
- 1955 - Arthur Honegger, fransk-født, schweizisk komponist (født 1892).
- 1981 - Lotte Lenya, østrigsk sanger og skuespiller (født 1898).
- 1989 - Gunnar Heerup, dansk musikpædagog, sanginspeltør og redaktør (født 1903).
- 1993 - Knud Østergaard, dansk politiker og minister (født 1922).
- 1994 - Per Federspiel, dansk politiker og minister (født 1905).
- 1997 - Gull-Maj Norin, svensk-født, dansk skuespiller (født 1913).
- 2013 - Nilton Santos, brasiliensk fodboldspiller (født 1925).
- 2022 - Maurice Norman, engelsk fodboldspiller (født 1934).

|  | Denne datoartikel kan blive bedre, hvis der indsættes et (bedre) billede Du kan hjælpe ved at afsøge Wikimedia Commons for et passende billede eller uploade et godt billede til Wikimedia Commons iht. de tilladte licenser og indsætte det i artiklen. |